# Angraecinae
Angraecinae,  podtribus orhideja u tribusu Vandeae, dio potporodice Epidendroideae. Postoji 43 roda. Ime je došlo po rodu Angraecum iz tropske i južne Afrike.

## Rodovi
1. Angraecum Bory (230 spp.)
2. Jumellea Schltr. (57 spp.)
3. Lemurorchis Kraenzl. (1 sp.)
4. Sobennikoffia Schltr. (4 spp.)
5. Oeoniella Schltr. (2 spp.)
6. Ambrella H. Perrier (1 sp.)
7. Lemurella Schltr. (4 spp.)
8. Cryptopus Lindl. (4 spp.)
9. Neobathiea Schltr. (7 spp.)
10. Oeonia Lindl. (5 spp.)
11. Aeranthes Lindl. (45 spp.)
12. Calyptrochilum Kraenzl. (3 spp.)
13. Listrostachys Rchb.f. (1 sp.)
14. Campylocentrum Benth. (80 spp.)
15. Dendrophylax Rchb.f. (15 spp.)
16. Erasanthe P. J. Cribb, Hermans & D. L. Roberts (1 sp.)
17. Aerangis Rchb.f. (57 spp.)
18. Summerhayesia P. J. Cribb (2 spp.)
19. Amesiella Schltr. ex Garay (3 spp.)
20. Microcoelia Lindl. (37 spp.)
21. Dinklageella Mansf. (4 spp.)
22. Solenangis Schltr. (6 spp.)
23. Beclardia A. Rich. (2 spp.)
24. Eurychone Schltr. (2 spp.)
25. Eggelingia Summerh. (3 spp.)
26. Tridactyle Schltr. (50 spp.)
27. Cardiochilos P. J. Cribb (1 sp.)
28. Nephrangis (Schltr.) Summerh. (2 spp.)
29. Ypsilopus Summerh. (14 spp.)
30. Ancistrorhynchus Finet (18 spp.)
31. Bolusiella Schltr. (5 spp.)
32. Plectrelminthus Raf. (1 sp.)
33. Cyrtorchis Schltr. (20 spp.)
34. Planetangis Stévart & Farminhão (1 sp.)
35. Podangis Schltr. (3 spp.)
36. Kylicanthe Descourv., Stévart & Droissart (7 spp.)
37. Diaphananthe Schltr. (31 spp.)
38. Rhipidoglossum Schltr. (50 spp.)
39. Sarcorhynchus Schltr. (3 spp.)
40. Mystacidium Lindl. (10 spp.)
41. Sphyrarhynchus Mansf. (3 spp.)
42. Angraecopsis Kraenzl. (20 spp.)
43. Triceratorhynchus Summerh. (3 spp.)